# Klaus Schloesser
Klaus Schloesser (* 21. September 1954) ist ein deutscher Journalist.

## Leben und Wirken
Schloesser studierte Geschichte, Politik- und Literaturwissenschaft an der Universität Bremen. Er war Mitbegründer der taz Bremen, deren Redaktion er von 1986 bis 1990 angehörte. Bis 1999 war er Redakteur der Fernsehsendung buten un binnen, danach bis 2007 Sprecher des Bremer Senats. Für den Beitrag Was wird aus der Bremer Klöckner-Hütte? bei Radio Bremen (RB) erhielt er 1994 einen Ernst-Schneider-Preis in der Kategorie Fernsehen. Ein zweites Mal erhielt er den Preis 1998 gemeinsam mit Wilfried Huismann für Gesucht wird ... Die Schuld an der Vulkan-Pleite. Für die Reportage Machtspieler – Friedrich Hennemann und der Untergang des Bremer Vulkan (Buch: Wilfried Huismann/Klaus Schloesser) des WDR und RB wurde er 1999 als Regisseur mit dem Adolf-Grimme-Preis sowie dem Friedrich-Vogel-Preis ausgezeichnet.